# Tomuan Holbung
Tomuan Holbung is een bestuurslaag in het regentschap Asahan van de provincie Noord-Sumatra, Indonesië. Tomuan Holbung telt 2163 inwoners (volkstelling 2010).